# Nyheter från Sovjetunionen
 Nyheter från Sovjetunionen var den svenska utgåvan av en propagandatidskrift som gavs ut av Sovjetunionens kommunistiska parti på ett stort antal språk. Den ryska originaltiteln var СССР на стройке (SSSR na strojke, Sovjetunionen under uppbyggnad). En föregångare var den på de stora världsspråken utgivna USSR in Construction, känd som en av 1930-talets främsta internationella bildreportagetidskrifter.
Nyheter från Sovjetunionen utgavs i Sverige av Sovjetunionens legation (senare ambassad) i Stockholm 1944-1990.